# ميهاي ستويكيتا
ميهاي ستويكيتا (بالرومانية: Mihai Stoichiță)‏، من مواليد 10 مايو 1954 في بوخاريست في رومانيا، مدرب كرة قدم روماني.
وبدأ ميهاي ستويكيتا بتدريب عدد من الأندية الرومانية مثل نادي ناسيونال وروكار وستيوا بوخارست بين عامي 1996 و1998 ونادي دينامو بوخارست، ودرب نادي ليتكس البلغاري في عام 2001، ونادي شيريف المولدوفي في عام 2002 نادي أنقرة التركي في موسم 2002/2003، وفي عام 2003 درب ميهاي منتخب أرمينيا لكرة القدم وتركهم في عام 2004، وفي عام 2005 درب منتخب الكويت لكرة القدم.
وفي يوم 13 ديسمبر 2006 تمت إقالته من تدريب منتخب الكويت لكرة القدم بعد خلافاته مع الإتحاد الكويتي لكرة القدم، وتم تعيين صالح زكريا مديرا فنيا للمنتخب وفوزي إبراهيم مدرب للمنتخب.

## تدريبه للسالمية
في يوم 31 مايو 2008 أعلن نادي السالمية بأنه اقترب من التعاقد مع المدرب لكي يقوده في موسم 2008/2009 ، وفي يوم 2 يونيو 2008 وقع عقد مع نادي السالمية لكي يدربهم لمدة موسم واحد ، وقال صالح العصفور المدير الفني في نادي السالمية بأن النادي اختار المدرب من بين عدة عروض ، وقد تم تعيين فانيل تيرا وتيونتين تاودر كمساعدين لميهاي وقد كانوا يعملون معهم عندما كان يدرب منتخب الكويت لكرة القدم ، وفي يوم 9 يونيو 2008 قال بأنه يريد ضم مهاجم نادي كاظمة فهد الفهد إلى صفوف نادي السالمية وقال بأنه يريد بأن تجدد إدارة السالمية عقد إعارة فرج لهيب، وقد طلب كذلك التعاقد ضم عدد من لاعبي الأندية المحلية مثل حارس مرمى نادي اليرموك حميد القلاف ومدافعي نادي الساحل الكويتي عبيد منور وحماد العبيدلي ولاعبي نادي النصر الكويتي طلال نايف وحمود حربي ولاعب نادي الجهراء عادل حمود ، وفي يوم 15 ديسمبر 2008 تم الاستغناء عن خدماته بالرغم من احتلال نادي السالمية المركز الثاني في الدوري الكويتي 2008/2009 ، ونفى المدرب وجود أي ضغوطات خارجية أدت إلى إقالته وقال بأنه تعاقد مع رئيس النادي السابق الشيخ خالد اليوسف الصباح وتركي أحمد اليوسف الصباح لبناء فريق قادر على المنافسة، وعند انتهاء الانتخابات أراد أن يسأل عما إذا كان هناك تغيير على مستوى المدرب فسأل رئيس النادي الجديد عبد الله الطريجي الذي طالبه بالبقاء، ولكنه طالب بتنفيذ بعض البنود التي كانت خارج العقد إلا أن الرئيس الجديد رفض ذلك، ونفى بأن يكون للشيخ خالد اليوسف الصباح وتركي أحمد اليوسف الصباح أي تدخل في إنهاء عقده.

## روابط خارجية
- ميهاي ستويكيتا على موقع قاعدة بيانات كرة القدم.إي يو (الإنجليزية)
- ميهاي ستويكيتا على موقع Soccerway.com (الإنجليزية)
- ميهاي ستويكيتا على موقع عالم كرة القدم.نت (الإنجليزية)